# Lepaio Simi
Lepaio Simi (ur. prawdopodobnie 1947 roku) – polityk Tokelau, terytorium zależnego Nowej Zelandii, szef jego rządu w latach 1997–1998. Od stycznia 1993 do stycznia 1996 był wodzem (Faipule) klanu na atolu Atafu.